# Декейтер (Техас)
Декейтер (англ. Decatur) — місто (англ. city) в США, в окрузі Вайз штату Техас. Населення — 6538 осіб (2020).

## Географія
Декейтер розташований за координатами 33°13′39″ пн. ш. 97°35′24″ зх. д. / 33.22750° пн. ш. 97.59000° зх. д. (33.227632, -97.589868).  За даними Бюро перепису населення США в 2010 році місто мало площу 21,95 км², уся площа — суходіл.

## Демографія
Згідно з переписом 2010 року, у місті мешкали 6042 особи в 2191 домогосподарстві у складі 1531 родини. Густота населення становила 275 осіб/км².  Було 2441 помешкання (111/км²).
Расовий склад населення:
| - 85,1 % — білих - 1,6 % — чорних або афроамериканців - 0,8 % — азіатів - 0,6 % — корінних американців - 10,4 % — осіб інших рас |

До двох чи більше рас належало 1,6 %. Частка іспаномовних становила 30,2 % від усіх жителів.
За віковим діапазоном населення розподілялося таким чином: 27,5 % — особи молодші 18 років, 56,9 % — особи у віці 18—64 років, 15,6 % — особи у віці 65 років та старші. Медіана віку мешканця становила 33,9 року. На 100 осіб жіночої статі у місті припадало 91,2 чоловіків;  на 100 жінок у віці від 18 років та старших — 84,9 чоловіків також старших 18 років.
Середній дохід на одне домашнє господарство  становив 60 762 долари США (медіана — 46 161), а середній дохід на одну сім'ю — 66 489 доларів (медіана — 53 285). Медіана доходів становила 46 360 доларів для чоловіків та 32 380 доларів для жінок. За межею бідності перебувало 18,7 % осіб, у тому числі 28,5 % дітей у віці до 18 років та 27,2 % осіб у віці 65 років та старших.
Цивільне працевлаштоване населення становило 2819 осіб. Основні галузі зайнятості: освіта, охорона здоров'я та соціальна допомога — 31,1 %, роздрібна торгівля — 12,9 %, сільське господарство, лісництво, риболовля — 9,8 %, публічна адміністрація — 7,3 %.